# Castellum Mattiacorum

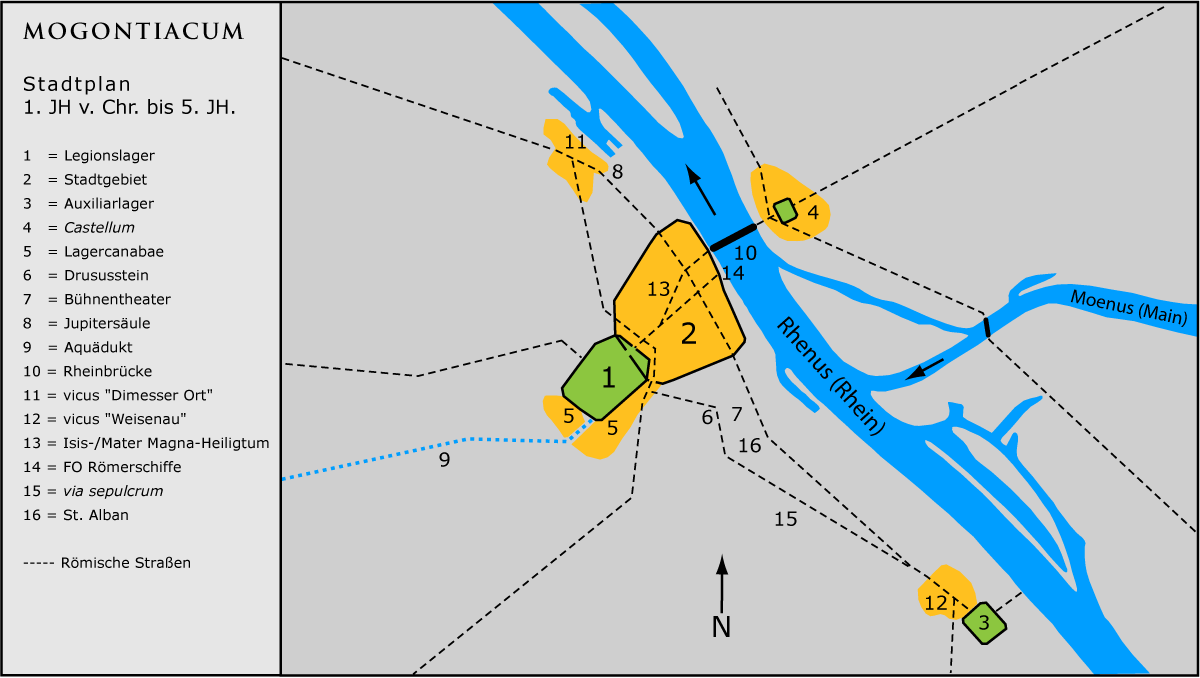
Lageplan von Moguntiacum und Castellum (= Nr. 4)

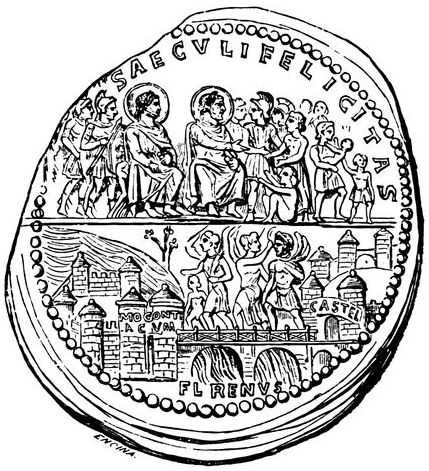
Lyoner Bleimedaillon mit der Darstellung von Moguntiacum und Castellum

Das Castellum Mattiacorum (lateinisch, deutsch Kastell im Land der Mattiaker) war ein römisches Militärlager in Mainz-Kastel im Stadtkreis von Wiesbaden. Der antike Name ist durch mehrere Inschriften belegt.
Das mehrphasige Lager befand sich im Umfeld der heutigen katholischen Kirche St. Georg. Errichtet wurde es um das Jahr 11 v. Chr., als die Römer von Mogontiacum (dem heutigen Mainz) aus eine Brücke (anfangs nur eine provisorische Schiffbrücke) über den Rhein schlugen und den rechtsrheinischen Brückenkopf mit einem Kastell sicherten. Hintergrund waren die Expansionsbestrebungen des Drusus in das Territorium des freien Germanien.
Nahe beim Kastell stand ein Ehrenbogen, dessen Fundament 1986 ausgegraben wurde. Ob er es sich um den aus anderen Quellen bekannten Ehrenbogen für den verstorbenen Germanicus handelt oder um ein Denkmal aus domitianischer Zeit, wird umstritten diskutiert.
Das frühe, aus Erde und Holz erbaute Kastell konnte archäologisch noch nicht nachgewiesen werden. Es wurde vermutlich 69 n. Chr. zerstört und 71 n. Chr. durch ein 71 × 98 m großes Steinkastell ersetzt. Das Kastell lag genau in der Achse der römischen Brücke. Die Belegungsdauer des Steinkastells ist unbekannt, möglicherweise wurde es schon Anfang des 2. Jahrhunderts wieder aufgegeben, als die Civitas Mattiacorum entstand. Unmittelbar nordöstlich schloss sich ein Lagerdorf (Vicus) an. Es hatte eine Ausdehnung von etwa 250 Metern in ostwestlicher und 500 Metern in nordsüdlicher Richtung. Im 3. Jahrhundert wurde der Vicus mit einer Schutzmauer umgeben. Um 300 n. Chr. wurde auch der Brückenkopf noch einmal befestigt, diese Situation ist auf dem Bleimedaillon von Lyon dargestellt. Es zeigt laut Legende Mogontiacum und Castel(lum), verbunden durch eine Bogenbrücke, dazwischen den fl(uvius) R(h)enus (Rhein).
Nordöstlich des Vicusareals sind durch Luftbildaufnahmen noch weitere römische Befestigungsanlagen bekannt geworden. Es handelt sich dabei um temporäre Marschlager des 1. bis 2. Jahrhunderts, von denen eines im Sommer 2009 ausgegraben werden konnte. Das Lager stand etwa 1,5 km vom Brückenkopfkastell entfernt. Es stammt aus der 2. Hälfte des 2. Jahrhunderts, hatte eine Ausdehnung von 75 × 60 Metern, abgerundete Ecken (Spielkartenform) und vier Tore.
Wahrscheinlich vom Beginn des 5. Jahrhunderts stammt ein aus über 750 Münzen bestehender Schatzfund, der in einem Henkelkrug beim Ausheben eines Wasserleitungsgrabens gefunden wurde. Neben den Münzen gehören drei Ringe (einer mit runenähnlichen Zeichen) und weitere Gegenstände aus Silber, vor allem Beschläge, zu dem Fundkomplex.